# Bajaj Auto
Bajaj Auto (читається «Баджадж Авто») — індійський технологічний гігант, який займається виробництвом транспортних засобів. Компанія розташована в місті Пуне і має кілька великих заводів по всій країні. Bajaj займається автомобілебудуванням, а також виробляє мотоцикли та моторолери. Компанія експортує широку лінійку транспортних засобів по всьому світу, включаючи США і Західну Європу.
У 2005 році Bajaj Auto була включена у список найбільших компаній світу Forbes Global 2000 під номером 1946, однак у 2010 році уже була виключена з цього рейтингу.
Власником компанії є Рахул Баджадж, чиї активи оцінюються у більш ніж $1,5 млрд.

## Історія
Компанія була створена 29 листопада 1945 року і  мала назву M/s Bachraj Trading Corporation Private Limited. На першому етапі компанія займалася продажем імпортованих в Індію дво- і триколісних візків. У 1959 році компанія придбала урядову ліцензію на виробництво таких візків.
У 1960 році компанія налагодила виробництво перших мотоциклів Vespa 150.
У 1970 році було виготовлено 100 000 візків, а за один тільки 1977 рік вироблено ще 100 000 одиниць транспортних засобів. У 1986 році ця цифра склала вже 500 000 одиниць. У 1995 році кількість виготовлених компанією транспортних засобів сягнула 10 мільйонів, а продажі за рік становили 1 мільйон одиниць.
Сьогодні продукція Bajaj Auto реалізується у 50 країнах світу, і попит продовжує зростати завдяки широкому модельному ряду для споживачів з різними ціновими запитами.
Певний час до структури компанії входила фірма Force Motors (під назвою Bajaj Tempo).
У 2020 році Triumph Motorcycles і Bajaj оголосили про нове некомерційне партнерство з виробництва мотоциклів середньої потужності в Індії.
Також Bajaj Auto купує акції австрійської KTM Sportmotorcycle, одного з найвідоміших світових виробників мотоциклів з Австрії.

### Хронологія випуску нових моделей
- 1960—1970 — Vespa 150 під ліцензійне виробництво
- 1971 — триколісний мотовізок
- 1972 — Bajaj Chetak
- 1976 — Bajaj Super
- 1977 — Bajaj Priya
- 1981 — Bajaj M-50
- 1986 — Bajaj M-80, Kawasaki Bajaj KB100, Kawasaki Bajaj KB125,
- 1990 — Bajaj Sunny
- 1991 — Kawasaki Bajaj 4S Champion
- 1993 — Bajaj Stride
- 1994 — Bajaj Classic
- 1995 — Bajaj Super Excel
- 1997 — Kawasaki Bajaj Boxer, дизельний двигун для авторикш
- 1998 — Kawasaki Bajaj Caliber, Bajaj Legend, перший індійський моторолер з 4-тактним двигуном, Bajaj Spirit
- 2000 — Bajaj Saffire
- 2001 — Kawasaki Eliminator, Bajaj Pulsar
- 2003 — Caliber115, Bajaj Wind 125, Bajaj Pulsar Bajaj Endura FX
- 2004 — Bajaj CT 100, новий Bajaj Chetak з 4-тактним двигуном, Bajaj Discover DTS-i
- 2005 — Bajaj Wave, Bajaj Avenger, Bajaj Discover
- 2006 — Bajaj Platina
- 2007 — Bajaj Pulsar-200, Bajaj Kristal, Bajaj Pulsar 220 DTS-Fi, XCD 125 DTS-Si
- 2008 — Bajaj Discover 135 DTS-i — спортивна модель
- 2009 — Bajaj Pulsar 135
- 2016 — Bajaj Dominar 400
- 2020 — Bajaj Dominar 250

## Бюджетний автомобіль
У 2015 році компанія Bajaj Auto початку виробництво бюджетного автомобіля Qute. Модель отримала одноциліндровий бензиновий двигун з об'ємом 217 см³ (13 к. с.) та механічну п'ятиступінчасту секвентальну коробку передач, а також може похвалитися чотрима посадковими місцями для водія та пасажирів. З 2017 року новинка офіційно пропонується на українському ринку й сертифікована як квадроцикл.